# Cedarosaurus
Cedarosaurus (som betyder "Cedar ödla" - uppkallad efter Cedar Mountain Formation, där det upptäcktes) var en sauropoder brachiosaurider dinosaurie släktet från tidig kritaperioden (Barremian). Det var en sauropod som bodde i vad är nu Utah.